# Apu Nahasapeemapetilon
Apu Nahasapeemapetilon (bengalsk: অপু নাহাসাপিমাপেটিলন) er en fiktiv person fra tv-serien The Simpsons. Han ejer døgn-kiosken Kwik-E-Mart.
Apu kommer oprindeligt fra Indien, men da han var den bedste af alle eleverne på sin skole fik han et legat til en uddannelse i USA og flyttede derfor til Springfield.
Han har en kone, Manjula, og 8 børn (ottelinger).
Hans stemme indtales af Hank Azaria (1990-2020).